# CST1
CST1‏ (Cystatin SN) هوَ بروتين يُشَفر بواسطة جين CST1 في الإنسان.